# Baszkortostan (linie lotnicze)
Baszkortostan (ros: Авиакомпания «Башкортостан») – rosyjskie linie lotnicze z siedzibą w Ufie w Baszkirii. Obsługuje połączenia pomiędzy Ufą a Moskwą-Domodiedowo.

## Historia
Linie lotnicze rozpoczęły działalność 10 kwietnia 2006. Jej właścicielem jest VIM Airlines (74%) i rząd Baszkirii (26%); zatrudnia 101 pracowników (marzec 2007).

## Flota
Flota linii lotniczych Baszkortostan obejmuje następujące samoloty (od 2 grudnia 2009).